# Râul Chereș
Chereș este un curs de apă, afluent al râului Olt. 